# 花桥镇站
花桥镇站位于湖南省怀化市中方县花桥镇，是沪昆铁路上的车站，车站建于1971年，1971年随金竹山—怀化段通车而投入运营:1199，原名花桥站，2010年改为现名。车站由广州局集团怀化车务段管辖，客运仅有慢车停靠，不办理货运业务。
车站原设有3条股道:1208，复线化后设有4条股道，并设有面积690平方米的货场一座:346。站内驻有怀化工务段溆浦桥隧车间花桥工区等单位。